# Лукини-Кјавиконе (Кремона)
Лукини-Кјавиконе је насеље у Италији у округу Кремона, региону Ломбардија.
Према процени из 2011. у насељу је живело 94 становника. Насеље се налази на надморској висини од 37 м.